# Dok2
Lee Joon-Kyung (hangeul: 이준경); mieux connu sous son nom de scène Dok2 (hangeul: 도끼, prononcé Dokki), est un rappeur sud-coréen et co-PDG de Illionaire Records.

## Biographie

### Jeunesse
La mère de Dok2 est coréenne, et son père est espagnol et philippin.
Alors que les médias reportaient en 2014 qu'il était cousin avec Nicole Scherzinger, une chanteuse américaine ayant appartenu au groupe Pussycat Dolls, Dok2 a déclaré en 2015 au cours d'une interview que "le rapport à propos de moi et Nicole Scherzinger étant cousins est faux. Nous partageons le même sang, mais notre relation est compliquée. Je ne l'ai jamais rencontrée",.

### Débuts de carrière
Dok2 signe chez Future Flow Entertainment alors âgé de 13 ans. Durant son adolescence, il a écrit et produit des morceaux pour des groupes de hip-hop établis, tels que Drunken Tiger, Dynamic Duo et Epik High.
En 2006, sous le nom All Black, Dok2 et le rappeur adolescent Microdot sortent l'album Chapter 1.
Il sort son premier mini-album solo Thunderground en 2009 sous le label Map The Soul créé par Epik High, mais qui n'existe plus à l'heure actuelle.

### Illionaire Records
En 2011, Dok2 et le rappeur The Quiett forment Illionaire Records. En dépit de sa petite taille, Illionaire Records est considéré comme l'un des labels hip-hop les plus influents en Corée du Sud grâce à la popularité de ses artistes,,.

### Show Me the Money
En 2014, Dok2 a été juge au cours de la troisième saison de l'émission télévisée de compétition de rap Show Me the Money, où lui et The Quiett étaient les producteurs derrière le candidat vainqueur Bobby du groupe iKON. Leur participation pour la cinquième saison de l'émission en 2016 a été confirmée.

## Filmographie
| Année | Titre      | Chaîne | Notes                |
| ----- | ---------- | ------ | -------------------- |
| 2016  | Radio Star | MBC    | Invité (épisode 486) |

## Récompenses
| Année | Cérémonie               | Catégorie                 | Travail nommé | Résultat   |
| ----- | ----------------------- | ------------------------- | ------------- | ---------- |
| 2015  | Mnet Asian Music Awards | Meilleure performance rap | "Me"          | Nomination |